# Aurelio Lommi
Aurelio Lommi (fl. XX secolo) è stato un calciatore italiano, di ruolo difensore.

## Carriera
Con la Fortitudo Roma disputa 12 gare nei campionati di Prima Divisione 1923-1924 e Prima Divisione 1924-1925.